# Salvatore Pinna
Salvatore Pinna (* 23. August 1975 in Sorso) ist ein italienischer ehemaliger Fußball-Torwart.

## Karriere
Salvatore Pinna begann seine Karriere in der Jugendmannschaft von Sorso Calcio. Er verließ den Verein im Jahr 1994 ohne eine einzige Partie für die Profimannschaft bestritten zu haben und schloss sich dem Serie-D-Verein Castelsardo Calcio an. Pinna schaffte es schnell, sich als Stammtorwart des sardischen Vereins zu etablieren und bestritt in vier Jahren insgesamt 131 Ligapartien für Castelsardo. Im Jahr 1998 wechselte er zum Viertligisten ASD Torres Calcio. Nachdem er in den ersten zwei Jahren nur als Ersatztorhüter fungierte, konnte er sich in der Saison 2000/01 einen Stammplatz im Tor der Sassareser erkämpfen und die Position als Leistungsträger in den folgenden Jahren verteidigen.
Der Torwart schaffte es mit dem inzwischen in die Serie C1 aufgestiegenen Verein während sechs Jahren in Folge den Klassenerhalt in der dritthöchsten italienische Liga. Nach der Saison 2005/06, in der Pinna mit der ASD Torres Calcio auf sportlichen Weg für den Ligaerhalt sorgte, wurde der Verein aufgrund seiner finanziellen Schwierigkeiten vom Spielbetrieb der Serie C1 ausgeschlossen und schließlich eine Liga tiefer eingestuft. Der Torhüter entschloss sich den Verein nach acht Jahren Zugehörigkeit zu verlassen und bei Taranto Sport einen Vertrag zu unterzeichnen. Nach 17 Partien für Taranto ging er im Januar 2007 zum Ligakonkurrenten US Grosseto. Doch auch bei Grosseto hielt es ihn nicht lange und nach nur sechs Monaten folgte mit dem Transfer zur Salernitana Calcio seine nächste Station.
Bei Salernitana fand er zur Erfolgsspur zurück und schaffte in seiner ersten Saison mit der Mannschaft den Aufstieg in die Serie B. Pinna erhielt dabei in 32 Serie C1-Partien nur 23 Gegentore und trug somit zum Erfolg des Teams bei. In der Saison 2008/09 sicherte er mit der Mannschaft als 15. der Liga den Klassenerhalt. Im Sommer 2009 unterschrieb er beim abruzzesischen Verein Pescara Calcio einen Kontrakt. Am 24. August 2009 debütierte er für Pescara im Heimspiel gegen Rimini Calcio, als er beim 2:0-Sieg über Rimini keinen Gegentreffer einstecken musste.
Zum Saisonende 2009/10 gelang ihm mit Pescara der Aufstieg in die zweithöchste Spielklasse. In den Play-off-Finals setzte sich die Mannschaft gegen Hellas Verona durch.